# Juang
Etnográficamente, los juang son un grupo de habla munda, con una población en torno a los 25.000 individuos, que vive en las montañas noroccidentales del estado indio de Orisa, así como en Bihar.
Practican la propiedad comunal de sus tierras agrícolas, las cuales cultivan mediante métodos de roza y quema. También cultivan arroz cerca de los ríos locales.
- Datos: Q2892228
- Multimedia: Juang people / Q2892228